# Yên Đồng, Yên Lạc
Yên Đồng là một xã thuộc huyện Yên Lạc, tỉnh Vĩnh Phúc, Việt Nam.
Xã có diện tích 7,83 km², dân số năm 1999 là 9.457 người, mật độ dân số đạt 1.208 người/km².